# Тьягу Араужу
Тьягу Араужу (порт. Tiago Araújo, нар. 27 березня 2001, Повуа-де-Варзін) — португальський футболіст, півзахисник бельгійського «Гента».
Виступав за молодіжну збірну Португалії.

## Клубна кар'єра
Народився 27 березня 2001 року в місті Повуа-де-Варзін. Вихованець юнацьких команд футбольних клубів «Бенфіка» та «Віторія» (Гімарайнш).
У дорослому футболі дебютував 2020 року виступами за команду «Бенфіка Б». 
2021 року провів одну гру за головну команду «Бенфіки» на Кубок Португалії, а згодом того ж року був відданий в оренду до «Ароуки».
Влітку 2022 року на правах вільного агента уклав трирічний контракт з клубом «Ештуріл-Прая».
24 серпня 2024 року підписав контракт на чотири роки з бельгійським клубом «Гент».

## Виступи за збірні
2017 року дебютував у складі юнацької збірної Португалії (U-16), загалом на юнацькому рівні взяв участь у 16 іграх, відзначившись одним забитим голом.
Протягом 2021–2022 років залучався до складу молодіжної збірної Португалії. На молодіжному рівні зіграв у 2 офіційних матчах.

## Статистика виступів

### Статистика клубних виступів
Станом на 31 січня 2024
| Сезон                    | Команда                  | Чемпіонат                | Чемпіонат | Чемпіонат | Національний кубок | Національний кубок | Національний кубок | Континентальні кубки | Континентальні кубки | Континентальні кубки | Інші змагання | Інші змагання | Інші змагання | Усього | Усього |
| Сезон                    | Команда                  | Ліга                     | Ігор      | Голів     | Ліга               | Ігор               | Голів              | Ліга                 | Ігор                 | Голів                | Ліга          | Ігор          | Голів         | Ігор   | Голів  |
| ------------------------ | ------------------------ | ------------------------ | --------- | --------- | ------------------ | ------------------ | ------------------ | -------------------- | -------------------- | -------------------- | ------------- | ------------- | ------------- | ------ | ------ |
| 2020–21                  | «Бенфіка Б»              | 2Л                       | 23        | 2         | -                  | -                  | -                  | -                    | -                    | -                    | -             | -             | -             | 23     | 2      |
| 2021–22                  | «Бенфіка Б»              | 2Л                       | 2         | 0         | -                  | -                  | -                  | -                    | -                    | -                    | -             | -             | -             | 2      | 0      |
| Усього за «Бенфіку Б»    | Усього за «Бенфіку Б»    | Усього за «Бенфіку Б»    | 25        | 2         |                    | -                  | -                  |                      | -                    | -                    |               | -             | -             | 25     | 2      |
| 2020–21                  | «Бенфіка»                | ПЛ                       | 0         | 0         | ПЛУ+КЛ             | 1+0                | 0                  | ЛЄ                   | 0                    | 0                    | -             | -             | -             | 1      | 0      |
| 2021–22                  | «Ароука»                 | ПЛ                       | 15        | 0         | ПЛУ+КЛ             | 1+0                | 0                  | -                    | -                    | -                    | -             | -             | -             | 16     | 0      |
| 2022–23                  | «Ештуріл-Прая»           | ПЛ                       | 25        | 1         | ПЛУ+КЛ             | 2+3                | 0                  | -                    | -                    | -                    | -             | -             | -             | 30     | 1      |
| 2023–24                  | «Ештуріл-Прая»           | ПЛ                       | 19        | 2         | ПЛУ+КЛ             | 3+6                | 0+1                | -                    | -                    | -                    | -             | -             | -             | 28     | 3      |
| Усього за «Ештуріл-Прая» | Усього за «Ештуріл-Прая» | Усього за «Ештуріл-Прая» | 44        | 3         |                    | 14                 | 1                  |                      | -                    | -                    |               | -             | -             | 58     | 4      |
| Усього за кар'єру        | Усього за кар'єру        | Усього за кар'єру        | 84        | 5         |                    | 16                 | 1                  |                      | 0                    | 0                    |               | -             | -             | 100    | 6      |